# Playa de Vidiago

La Playa de Vidiago, es una playa lineal, conocida también como Novales o Bretones (debido a que realmente son dos playas que se comunican a través de un sendero y unas escaleras de acceso) es una playa de la parroquia de Vidiago en el concejo de Llanes, Asturias. Se enmarca en las playas de la Costa Oriental de Asturias, también llamada Costa Verde Asturiana y está considerada paisaje protegido, desde el punto de vista medioambiental (por su vegetación). Por este motivo está integrada, según información del Ministerios de Agricultura, Alimentación y Medio Ambiente, en el Paisaje Protegido de la Costa Oriental de Asturias.

## Descripción
La playa de Vidiago, como hemos comentado antes, está formada por dos playas continuas separadas entre sí por un promontorio. La que se conoce como playa de Bretones oeste, a la que se accede desde la localidad de Vidiago por un acceso adecuadamente señalizado que acaba en un aparcamiento situado al borde de la playa, abarca unos 60 metros de longitud y su lecho está formado por arena y cantos rodados. Por su parte, la conocida como Bretones este, con una longitud aproximada a los 200 metros, presenta un lecho que arenas de arena y cantos rodados presenta algún que otro bloque de roca. En esta playa es donde desemboca el río Novales, de ahí el otro nombre con el que se designa la playa (playa de Novales).
Muy cerca de la playa se encuentra el conocido Ídolo de Peña Tú, y de los conocidos como Bufones de Arenillas.
Posee pocos equipamientos, aunque entre ellos está el del servicio de limpieza y equipo de salvamento en época estival.